# Arcitalitrus sylvaticus
Arcitalitrus sylvaticus is een vlokreeftensoort uit de familie van de Talitridae. De wetenschappelijke naam van de soort is voor het eerst geldig gepubliceerd in 1879 door Haswell.